# Artem Shmidt
Artem Shmidt, né le 30 juin 2004, est un coureur cycliste américain.

## Biographie
Artem Shmidt se révèle comme l'un des meilleurs juniors (moins de 19 ans) de sa génération. En juin 2021, lors des du schampionnat des États-Unis juniors, il se classe troisième de la course en ligne après un sprint massif et quatrième du contre-la-montre. À partir du mois d'août, il court en Europe au sein de la sélection américaine de l'équipe Hot Tubes Development. Il commence bien avec deux podiums lors des deux étapes inaugurales de la Ronde des vallées. Dans la foulée, il se classe troisième de la Vuelta ciclista Junior a la Ribera del Duero derrière deux coéquipiers, grâce notamment à la victoire dans le contre-la-montre par équipes de la première étape. Il est ensuite quatrième du Grand Prix Bob Jungels et lauréat des Trois Jours d'Axel, où il gagne également la première étape. Il confirme ses résultats en 2022, pour sa deuxième année chez les juniors, où il court avec la Cannibal Team et Hot Tubes Development. En mars, il remporte deux courses par étapes en Turquie. Il est ensuite troisième des Trois Jours d'Axel et décroche deux médailles d'argent aux championnats nationaux. Il remporte ensuite la dernière étape du Tour de Haute-Autriche juniors, où il se classe quatrième du général. Lors de la Route des Géants, il s'incline dans un sprint à deux face à Roman Ermakov. Il décroche pour finir la saison deux tops 10 aux mondiaux juniors.
Pour la saison 2023, Shmidt est devenu membre de l'équipe continentale américaine Hagens Berman Axeon, où il retrouve les deux premiers du championnat du monde sur route juniors 2022, à savoir Emil Herzog et António Morgado. Dès sa troisième course, Shmidt s'impose lors de la première étape de l'Istrian Spring Trophy. En juin, il se classe troisième de la Coppa della Pace, une course réservée aux espoirs. En mai 2024, il devient  champion des États-Unis du contre-la-montre espoirs. En août de la même année, juste après la fin du Tour de l'Avenir, il rejoint l'équipe World Tour Ineos Grenadiers en cours de saison, une équipe avec qui, il avait participé à plusieurs camps d'entraînement.

## Palmarès

### Par années
- 2021
  - 1re étape de la Vuelta ciclista Junior a la Ribera del Duero (contre-la-montre par équipes)
  - Trois Jours d'Axel :
    - Classement général
    - 1re étape

  - 3e du championnat des États-Unis sur route juniors
  - 3e de la Vuelta ciclista Junior a la Ribera del Duero
- 2022
  - Manavgat Side Junior :
    - Classement général
    - 1re étape (contre-la-montre)

  - Velo Alanya Junior  :
    - Classement général
    - 1re étape (contre-la-montre)

  - 3e étape du Tour de Haute-Autriche juniors
  - 2e du championnat des États-Unis sur route juniors
  - 2e du championnat des États-Unis du contre-la-montre juniors
  - 2e de la Route des Géants
  - 3e des Trois Jours d'Axel
  - 5e du championnat du monde sur route juniors
  - 6e du championnat du monde du contre-la-montre juniors
- 2023
  - 1re étape de l'Istrian Spring Trophy
  - 3e de la Coppa della Pace
- 2024
  -  Champion des États-Unis du contre-la-montre espoirs
  - 8e du championnat du monde du contre-la-montre espoirs
- 2025
  -  Champion des États-Unis du contre-la-montre

### Classements mondiaux
| Année                                 | 2023  | 2024 |
| ------------------------------------- | ----- | ---- |
| Classement mondial                    | 2766e | 914e |
|                                       |       |      |
| Légende : nc = non classéSource : UCI |       |      |